# 貢土爾
貢土爾是印度的城市，由安得拉邦負責管轄，位於該國東部，距離首府海得拉巴266公里，面積63平方公里，海拔高度30米，主要農產品有棉花、辣椒和煙草，2011年人口651,382。

## 外部連結
- Guntur Municipal Corporation （页面存档备份，存于）
- Guntur City and District Management[永久]
- Guntur Police
- Guntur Railway Timings